# CE (знак)

Маркування CE (стилізовано , абревіатура фр. Conformité Européenne — європейська відповідність) — спеціальний знак, який виробник наносить на товар, щоб його можна було вивести на ринок Європейського Союзу. Він засвідчує, що цей товар або виріб, відповідає вимогам безпеки, охорони здоров'я та охорони навколишнього середовища, встановленими директивами Європейського Союзу. Знак є обов’язковим у всіх 27 країнах-членах ЄС, а також в Ісландії, Норвегії, Ліхтенштейні та Туреччині.
Маркування CE вказує на те, що виріб не є шкідливим (небезпечним) для здоров'я його споживачів, а також нешкідливий для навколишнього середовища. Проте слід враховувати, що знак CE не є символом якості продукції.[прояснити]
Правила маркування продукції визначаються рішенням Європейського парламенту і ради за № 768/2008/EC. Відповідно до нього, встановлені рекомендації щодо контролю над внутрішнім ринком обігу продукції, що підлягає обов'язковому маркуванню знаком СЕ. У країнах Європейського Союзу введені адміністративні та кримінальні покарання за порушення правил маркування. Продукція, яка не промаркована знаком СЕ, тобто така що не відповідає зазначенним стандартам, не допускається на внутрішній ринок ЄС.